# Diby Keita
Diby Keita Kone (Toledo, España, 8 de julio de 2003) es un futbolista español de origen maliense que juega en la posición de centrocampista. Actualmente juega en el Olympiacos F. C. de la Superliga de Grecia.

## Trayectoria
Diby se formó en las categorías inferiores del Recas, club de la provincia de Toledo, donde jugó desde los cinco a los nueve años. En 2012, se incorporó a la cantera del Rayo Vallecano, en el que estuvo durante otras cuatro temporadas. 
En 2016, se incorpora a la cantera del Real Madrid CF, para jugar en el infantil "A" durante la temporada 2016-17. Diby iría quemando etapas en la cantera merengue, hasta formar parte del juvenil "A" en la temporada 2021-22.
El 21 de enero de 2022, firma por el Olympiacos F. C. de la Superliga de Grecia, hasta el mes de junio de 2026.

## Clubes
| Club             | País   | Año       |
| ---------------- | ------ | --------- |
| Olympiacos F. C. | Grecia | 2022-Act. |